# Arcadio di Antiochia
Arcadio di Antiochia (Antiochia di Siria, V secolo – V secolo) è stato un grammatico greco antico.

## Biografia
Il fatto che Arcadio sia citato nell'epitome degli Etnikà di Stefano di Bisanzio ci offre il terminus ante quem del VI secolo per la sua biografia.
Secondo la Suda, scrisse trattati di ortografia e sintassi (Sull'ortografia; Sulla sintassi delle parti del discorso) e un onomasticon (vocabolario), descritto dall'enciclopedia bizantina come "ammirevole".

## Sugli accenti
L'opera Περὶ τόνων (Peri tonon), un'epitome dell'opera principale di Erodiano in venti libri sulla prosodia generale, fu attribuita a lui, ma è probabilmente opera di Teodosio, o di un grammatico di nome Aristodemo. 
Non abbiamo indicazioni molto sicure sulla data della nostro epitome, di solito datata tra i secoli IV e V, ma ciò si basa sulla datazione dei grammatici a cui è stata attribuita; sebbene scarna e assemblata con noncuranza, conserva l'ordine dell'originale e fornisce così una base per la sua ricostruzione, anche se comprende solo diciannove libri dell'opera originale e il ventesimo è opera di un falsario del XVI secolo.